# Indus
Pour les articles homonymes, voir Indus (homonymie).
Pour l’article ayant un titre homophone, voir Sindh (homonymie).
L’Indus (connu sous le nom de Sindh ou Sindhu (du sanskrit : सिन्धूनदी, transl. sindhūnadī et hindi : सिन्धु नदी, transl. sindhu nadī) dans l’Antiquité, et en tibétain : སེང་གེ་ཁ་འབབ་ཆུ, THL : Senge Khabab, littéralement : « qui sort de la bouche du lion » au niveau de sa source) est un fleuve d'Asie qui a donné son nom à l’Inde. Il coule depuis l’Himalaya en direction du sud-ouest et se jette dans la mer d'Oman. L’Indus fait partie des sept rivières sacrées de l'Inde. Il passe par la Chine, l'Inde et dans sa majeure partie, le Pakistan.

## Géographie
La source de l’Indus se trouve en Région autonome du Tibet, en Chine, au mont Kailâs ou Gangri, en effet, il porte son nom à partir de la confluence des torrents Sengge et Gar descendant de l’Himalaya et drainant les chaînes du Nganglong Kangri et du Gangdise Shan. L’Indus passe ensuite au nord-ouest au travers du Cachemire au sud de la chaîne du Karakoram, puis graduellement se tourne vers le sud, au Pakistan, quittant les collines entre Peshawar et Rawalpindi. Dans ce secteur un barrage forme le réservoir de Tarbela. À partir de sa confluence avec la rivière Kaboul, l’Indus devient navigable.
Le reste de son trajet vers la mer se déroule ensuite dans les plaines du Pendjab et du Sind, et le fleuve prend alors un cours très lent. Il traverse Hyderabad puis se jette dans la mer d’Oman par un grand delta aride de 7 770 km2 s’étendant sur 200 km de côte, au sud-est de Karâchi, maintenant considéré comme l’une des régions écologiques les plus importantes au monde.

## Affluents
- Zanskar
- Shyok
  - Hushe
- Gilgit (rivière)
  - Gizar
  - Hunza
    - Kunjirap
- Gomal
  - Kundar
  - Zhob
- Kaboul
  - Alingar
  - Pandjchir
    - Ghorband
      - Salang
      - Turkman

    - Chakar

  - Bara
  - Kunar
    - Bachgal
    - Pech

  - Logar
  - Surkhab
  - Swat

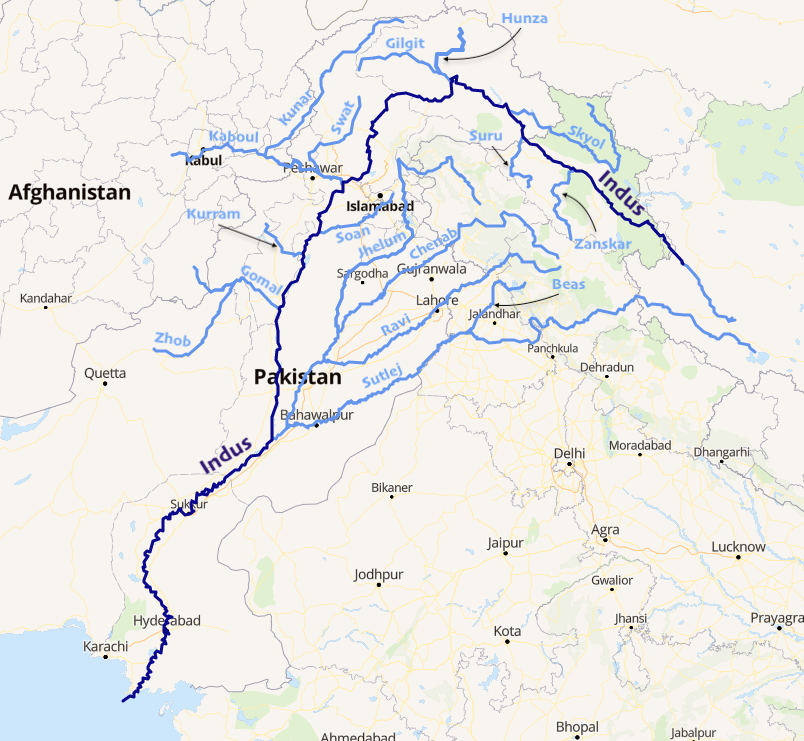
Cours de l'Indus et des principaux cours d'eau de son bassin (carte interactive)

- Sutlej avec les barrage de Bhakra, barrage de Nathpa Jhakri et barrage de Karcham Wangtoo
  - Beas avec le barrage de Pandoh
    - Parbati

  - Chenab avec le barrage de Baglihar
    - Jhelum
    - Ravi
    - Tawi

## Les débits mensuels de l'Indus à Sukkur
Le débit de l'Indus a été observé pendant 34 ans (de 1937 à 1970 inclus) à Sukkur, port fluvial pakistanais située à quelque 200 kilomètres au sud-ouest (en aval) du confluent du Sutlej, son dernier affluent important. C'est dans la région de Sukkur que le débit du fleuve est maximal ; en effet plus loin en aval, de nombreux ouvrages d'irrigation prélèvent des quantités importantes d'eau du fleuve, faisant ainsi baisser progressivement son débit. En outre, plus aucun affluent tant soit peu notable ne contribue à l'alimenter.
À Sukkur, le débit annuel moyen ou module du fleuve, observé sur cette période, était de 4 072 m3/s pour une surface prise en compte de plus ou moins 900 000 km2.
La lame d'eau écoulée dans cette partie du bassin, de loin la plus importante du point de vue de l'écoulement (près de 100 % du débit total du fleuve), s'élève ainsi à 143 millimètres par an.

## Faune
Le Dauphin de l'Indus (Platanista minor) est un cétacé d'eau douce. Originellement considéré comme une sous-espèce de Platanista gangetica, il est aujourd'hui considéré comme une espèce à part entière.

## Tourisme
Le gouvernement de l’Inde organise chaque année le festival de Sindhu Darshan dans le Ladakh sur les rives du fleuve pour favoriser le tourisme au Cachemire.